# باغ حسن‌آباد
باغ حسن‌آباد نام روستایی از توابع بخش مرکزی شهرستان جهرم در استان فارس است.

## جمعیت
این روستا در دهستان جلگاه قرار دارد و بر اساس سرشماری عمومی نفوس و مسکن (۱۳۹۵)، جمعیت آن ۳۸ نفر (۱۹ خانوار) بوده‌است.